# Basettihalli
Basettihalli là một thị trấn thuộc taluk Dod Ballapur, huyện Bangalore Rural, bang Karnataka, Ấn Độ.